# Tensoku Iwa
Tensoku Iwa är en kulle i Antarktis. Den ligger i Östantarktis. Norge gör anspråk på området. Toppen på Tensoku Iwa är 30 meter över havet.
Terrängen runt Tensoku Iwa är kuperad åt sydost, men norrut är den platt. Havet är nära Tensoku Iwa åt nordväst. Trakten är obefolkad. Det finns inga samhällen i närheten.